# A lyga (2016)
Sezon 2016 był 27. edycją najwyższej klasy rozgrywkowej piłki nożnej na Litwie. Ze względów sponsorskich rozgrywki prowadzone były pod nazwą "SMScredit.lt A lyga". Sezon rozpoczął się 2 marca, a zakończył 26 listopada. Tytuł mistrzowski obroniła drużyna Žalgiris Wilno, dla której był to 7. tytuł mistrzowski w historii.
Od tego sezonu wprowadzono nowy format rozgrywek zgodnie z którym przez pierwsze 28. kolejek rozgrywki prowadzone będą systemem kołowym, w którym każda drużyna zagra z każdą dwa razy jako gospodarz oraz dwa razy jako gość. Po rozegraniu tych spotkań ostatni zespół w tabeli spada z ligi, natomiast przedostatni zagrał w barażu o utrzymanie. Sześć czołowych drużyn awansowało do grupy mistrzowskiej, w której musiały rozegrać dodatkowy mecz z każdym z pozostałych rywali.

## Drużyny
Przed rozpoczęciem sezonu 2016 władze drużyny FK Szawle poinformowały, że zespół nie przystąpi do rozgrywek z powodu wycofania się głównego sponsora. Natomiast do rozgrywek dołączyła drużyna mistrza I lygi - FK Lietava. Zdecydowano, że rozgrywki prowadzone będą według nowego formatu w ośmiozespołowym składzie.
| Uczestnicy poprzedniej edycji                                                                                 | Uczestnicy poprzedniej edycji | Uczestnicy poprzedniej edycji | Uczestnicy poprzedniej edycji |
| --- | ----------------------------- | ----------------------------- | ----------------------------- |
| ŽAL | Žalgiris Wilno                | 1                             |                               |
| TRK | FK Trakai                     | 2                             |                               |
| ATL | Atlantas Kłajpeda             | 3                             |                               |
| SŪD | Sūduva Mariampol              | 4                             |                               |
| KAU | Žalgiris Kowno                | 5                             |                               |
| UTE | Utenis Uciana                 | 6                             |                               |
| STU | Stumbras Kowno                | 7                             |                               |
| Awans z I lyga 2015                                                                                           |                               |                               |                               |
| LIE | FK Lietava                    | 1                             |                               |
| Oznaczenia: - kolumna pierwsza – skróty nazw drużyn, - kolumna trzecia – miejsce zajęte w poprzednim sezonie. |                               |                               |                               |

## Sezon zasadniczy

### Tabela
| Lp. | Drużyna            | M  | Z  | R | P  | Bramki | Bramki | Różn. | Pkt | Uwagi                        |
| --- | ------------------ | -- | -- | - | -- | ------ | ------ | ----- | --- | ---------------------------- |
| 1   | Žalgiris Wilno (M) | 28 | 21 | 3 | 4  | 62     | 22     | +40   | 66  | Awans do grupy mistrzowskiej |
| 2   | FK Trakai          | 28 | 18 | 4 | 6  | 47     | 22     | +25   | 58  | Awans do grupy mistrzowskiej |
| 3   | Sūduva Mariampol   | 28 | 15 | 6 | 7  | 42     | 32     | +10   | 51  | Awans do grupy mistrzowskiej |
| 4   | Atlantas Kłajpeda  | 28 | 15 | 6 | 7  | 38     | 25     | +13   | 51  | Awans do grupy mistrzowskiej |
| 5   | FK Lietava         | 28 | 7  | 8 | 13 | 28     | 44     | −16   | 29  | Awans do grupy mistrzowskiej |
| 6   | Stumbras Kowno     | 28 | 7  | 6 | 15 | 35     | 52     | −17   | 27  | Awans do grupy mistrzowskiej |
| 7   | Utenis Uciana      | 28 | 4  | 4 | 20 | 24     | 47     | −23   | 16  | Baraż o utrzymanie           |
| 8   | Žalgiris Kowno (S) | 28 | 2  | 9 | 17 | 24     | 47     | −23   | 15  | Spadek do 2017 I lyga        |

### Wyniki
| Gospodarz \ Gość  | ATL | KAU | LIE | STU | SŪD | TRK | UTE | ŽAL |
| Atlantas Kłajpeda |     | 3:1 | 2:0 | 2:0 | 1:2 | 2:2 | 1:0 | 2:1 |
| Žalgiris Kowno    | 0:2 |     | 1:5 | 1:2 | 2:2 | 0:2 | 1:3 | 1:1 |
| FK Lietava        | 0:1 | 2:2 |     | 2:2 | 1:1 | 0:1 | 1:0 | 0:1 |
| Stumbras Kowno    | 2:3 | 0:0 | 2:0 |     | 2:3 | 0:0 | 3:1 | 3:6 |
| Sūduva Mariampol  | 1:0 | 1:0 | 3:0 | 0:1 |     | 0:2 | 2:1 | 1:0 |
| FK Trakai         | 2:0 | 0:0 | 3:0 | 3:2 | 3:1 |     | 1:0 | 1:0 |
| Utenis Uciana     | 0:2 | 2:3 | 0:1 | 1:0 | 0:4 | 0:2 |     | 0:1 |
| Žalgiris Wilno    | 1:0 | 3:0 | 2:2 | 2:0 | 3:2 | 2:0 | 2:0 |     |

| Gospodarz \ Gość  | ATL | KAU | LIE | STU | SŪD | TRK | UTE | ŽAL |
| Atlantas Kłajpeda |     | 1:1 | 0:0 | 2:0 | 2:1 | 0:1 | 2:0 | 0:1 |
| Žalgiris Kowno    | 1:1 |     | 0:1 | 2:1 | 0:1 | 0:4 | 1:1 | 0:2 |
| FK Lietava        | 1:2 | 3:2 |     | 1:4 | 1:1 | 1:1 | 1:0 | 0:4 |
| Stumbras Kowno    | 0:2 | 2:2 | 2:1 |     | 2:3 | 1:4 | 1:1 | 0:5 |
| Sūduva Mariampol  | 3:3 | 2:0 | 0:0 | 2:0 |     | 1:0 | 2:1 | 0:0 |
| FK Trakai         | 3:0 | 3:0 | 0:2 | 0:2 | 2:0 |     | 4:3 | 1:2 |
| Utenis Uciana     | 1:1 | 2:1 | 3:1 | 0:0 | 1:2 | 0:1 |     | 2:4 |
| Žalgiris Wilno    | 0:1 | 3:1 | 4:1 | 3:1 | 4:1 | 3:1 | 2:1 |     |

## Grupa mistrzowska

### Tabela
| Lp. | Drużyna            | M  | Z  | R | P  | Bramki | Bramki | Różn. | Pkt | Uwagi                                        |
| --- | ------------------ | -- | -- | - | -- | ------ | ------ | ----- | --- | -------------------------------------------- |
| 1   | Žalgiris Wilno (M) | 33 | 24 | 4 | 5  | 74     | 29     | +45   | 76  | Liga Mistrzów UEFA • II runda kwalifikacyjna |
| 2   | FK Trakai          | 33 | 20 | 7 | 6  | 55     | 26     | +29   | 67  | Liga Europy UEFA • I runda kwalifikacyjna    |
| 3   | Sūduva Mariampol   | 33 | 17 | 7 | 9  | 55     | 41     | +14   | 58  | Liga Europy UEFA • I runda kwalifikacyjna    |
| 4   | Atlantas Kłajpeda1 | 33 | 16 | 8 | 9  | 42     | 32     | +10   | 56  | Liga Europy UEFA • I runda kwalifikacyjna    |
| 5   | Stumbras Kowno     | 33 | 8  | 9 | 16 | 43     | 63     | −20   | 33  |                                              |
| 6   | FK Lietava         | 33 | 8  | 8 | 17 | 35     | 58     | −23   | 32  |                                              |

### Wyniki
| Gospodarz \ Gość  | ATL | LIE | STU | SŪD | TRK | ŽAL |
| Atlantas Kłajpeda |     | 2:1 |     |     | 0:0 |     |
| FK Lietava        |     |     |     | 3:2 |     | 1:4 |
| Stumbras Kowno    | 1:1 | 3:1 |     |     |     |     |
| Sūduva Mariampol  | 3:1 |     | 6:1 |     |     | 1:3 |
| FK Trakai         |     | 3:1 | 1:1 | 1:1 |     |     |
| Žalgiris Wilno    | 2:0 |     | 2:2 |     | 1:3 |     |

Źródło: 
Objaśnienia:
1Drużyna gospodarzy jest wymieniona po lewej stronie tabeli.
Kolory: zielony – zwycięstwo gospodarzy, żółty – remis, różowy – zwycięstwo gości.

## Baraż o utrzymanie
W barażowym meczu o utrzymanie w A lyga zmierzyły się ze sobą 7. drużyna sezonu zasadniczego A lyga - Utenis Uciana oraz wicemistrz I lygi - FK Palanga. W dwumeczu padł wynik 3:3, ale Utenis utrzymał się w lidze dzięki większej liczbie bramek zdobytych w meczu wyjazdowym.

### Pierwszy mecz
| 29 października 2016 14:00 | FK Palanga · Łukaszewicz 74' · Bagužis 90+5' | 2:3(0:2) | Utenis Uciana · Poruczynski 2', 44' · Wereszczak 54' | Stadion Centralny, Połąga Widzów: 250 Sędzia: Robertas Valikonis |
|                            |                                              |          |                                                      |                                                                  |

### Rewanż
| 6 listopada 2016 14:00 | Utenis Uciana | 0:1(0:1) | FK Palanga · Juška 33' | Stadion Centralny, Wisaginia Widzów: 120 Sędzia: Manfredas Lukjančukas |
|                        |               |          |                        |                                                                        |

## Najlepsi strzelcy
| Bramki | Zawodnik            | Drużyna           |
| ------ | ------------------- | ----------------- |
| 20     | Andrija Kaluđerović | Žalgiris Wilno    |
| 17     | Nerijus Valskis     | FK Trakai         |
| 14     | Tomas Radzinevičius | Sūduva Mariampol  |
| 10     | Maksim Maksimow     | Atlantas Kłajpeda |
| 9      | Dawid Arszakian     | FK Trakai         |
| 9      | Linas Pilibaitis    | Žalgiris Wilno    |
| 9      | Abdoul Karim Sylla  | Atlantas Kłajpeda |
| 9      | Ernestas Veliulis   | Sūduva Mariampol  |